# レベディンの戦い
レベディンの戦い（レベディンのたたかい）は、2022年ロシアのウクライナ侵攻のウクライナ北東部攻勢として、2月26日にウクライナのスームィ州スームィ地区レベディンで始まったロシア軍とウクライナ軍との一連の衝突である。

## 戦闘経過

### 2月26-27日
2月26日夕、ウクライナ軍はロシア軍を都市の郊外で押しとどめ、伝えられるところによると、ロシア軍は重大な損失を被った。午後10時45分、カミアネで戦闘が始まった。2月27日朝、5人の兵士がレベディンの病院に運ばれた。彼らのほぼ全員がバティウテンコ通りとその周辺で負傷した。救急・災害医療地域センターによると、負傷した民間人は来なかったという。2月27日の夜、カプスティンツィ出身のオレクサンドル・スミリアン（37歳）が、レベディンの戦いで戦死した。

### 2月28日
午後、レベディン方面から来たロシア軍の車列がトロスティアネッツに向かった。伝えられるところによると、18時頃にウクライナ軍はレベディン近郊のクリチカにあるロシア軍基地をUAVのバイラクタル TB2で破壊した。報告によれば、ウクライナ軍は96台の戦車、20台のBM-21多連装ロケット砲、8台のタンクローリーを破壊した。その地域には民間人はいなかった。シュテピウカ では、地元の男性が地雷が仕掛けられた放棄された軍用車両に乗り込もうとして死亡した。

### 3月1-3日
3月1日夜～2日未明に、ウクライナ軍は、レベディン近郊のビシュキン村で、ロシアの軍用車両約100台（大半は戦車と装甲兵員輸送車（APC））を破壊したと主張した。
3月3日の午後、第93独立機械化旅団は、レベディン地区モスコウスキー・ボブリクでロシア軍を無力化した。いくつかのT-72B3およびT-80U戦車とAPCが無力化された。村にいる間にロシア軍は、地元の店や個人の住宅から略奪を行い、村長の車を燃やした。
3月3日の午後9時頃、ロシア軍はスームィとスームィ州の他の場所、特にネドリハイリウ、ボロムリア、ベズドリク、レベディンへの砲撃を再開した。

### 3月4-7日
レベディンでは、3月4日と5日に電気が完全に使えなくなった。3月5日の午前7時、ロシア軍が都市を砲撃し始めたとき、民間人はレベディンで空襲警報を聞いた。砲撃は一日中続き、高層建築物の窓が爆発で吹き飛んだ。変電所、レベディンベーカリー、ガソリンスタンドは、ロシアの砲撃によって破壊された。
3月5日の夕方までに、ロシア軍は田園地帯を車で通り抜けている民間人を拘束したと報告された。軍事政権のトップ、ドミトロ・ジビツキーは、「ロシア軍は平和なウクライナ人の車を奪い、時には車に向けて撃つ」ため、現時点では人々がレベディン、スームィ、アフトゥイルカ、トロスティアネッツを離れることはできないと述べた。
3月5日の夕方、ロシアの戦車の縦隊がレベディンに到着し、途中でトロスティアネッツ近郊のスタノヴェ村を占領した。ロシア軍は中央通りと脇道沿いのすべての庭に戦車を配置した。ジビツキーによると、ロシア人は人々の携帯電話を奪った。彼らは家に押し入り、食べ物と風呂を要求した。したがって、彼らはほぼ一日中人間の盾で身を守っていた。
軍事政権によると、ロシアの大砲の砲撃と3月6日の空爆により、レベディンの多くの住民は電気を使えなくなっていた。検察は、ロシアの軍用機の攻撃によるレベディンベーカリーの破壊についての審理前調査を開始した。
3月7日、レベディンへの電力供給は一部で復旧した。

### 3月8-9日
レベディンでは、ロシア軍の空爆を受けて住宅が破壊され、住宅の瓦礫の中から子供2人を含む5人が救出された。

### 3月10-11日
3月10日までに、レベディン地区のヴォロズバ村はロシア軍に占領されていた。ジビツキーによると、ロシア兵は人々を通りに追いやり、彼らや住宅から略奪し、地元の住宅に放火した他、多くの人が隠れていた地下室から人々を引きずり出したという。ジビツキーは「彼らは平和な地元の人々をバイラクタルに対する人間の盾にしている」と述べた。
3月11日の夜、ロシア軍はケルディリウスチナで住宅を砲撃し、2人の地元住民（ヴァシル・マスリュークとヴァレリー・スカノフ）を殺害した。

### 3月12-13日
3月12日、スームィ州で避難のための「緑の回廊」が機能した。人々は、スームィ、トロスティアネッツ、コノトプ、レベディン、ヴェリカピサリヴカ、クラスノピリアからロムヌィを通ってポルタヴァに行くことができた。ジビツキーによれば、彼らはついに、その時点で電気も通信もなかったレベディンについて合意に達することができたという。午前9時、民間の輸送車両とバスの列がレベディン市議会に集まった。ルートは、レベディンからShtepivka、ネドリハイリウ、コロヴィンツィ、ロムヌィ、アンドリヤシウカ、ロフビツァ、ルブヌィ、ポルタヴァを経由した。全体として、83人の民間人を乗せた28台の車両と、52人の民間人を乗せた4台のバスがレベディンを出発した。
3月13日の時点で、スームィ州の市民2万2500人は電気が使えなかった。軍事政権によると、砲撃により、アフトゥイルカ、トロスティアネッツ、レベディン、スームィの送電線が損傷したという。